# Abwrackwerften bei Alang

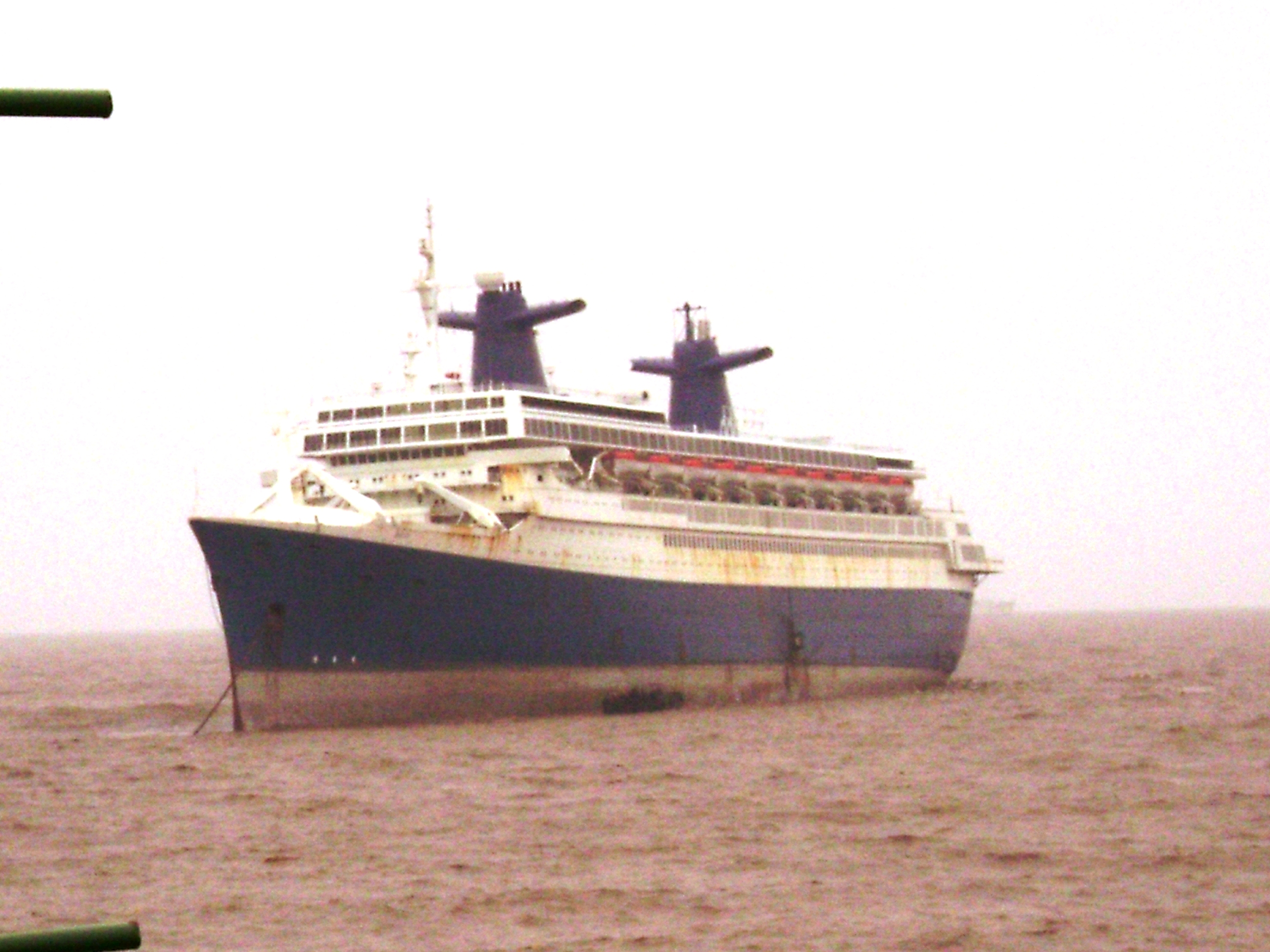
Die ehemalige Norway, früher France, als Blue Lady vor dem Abwracken in Alang

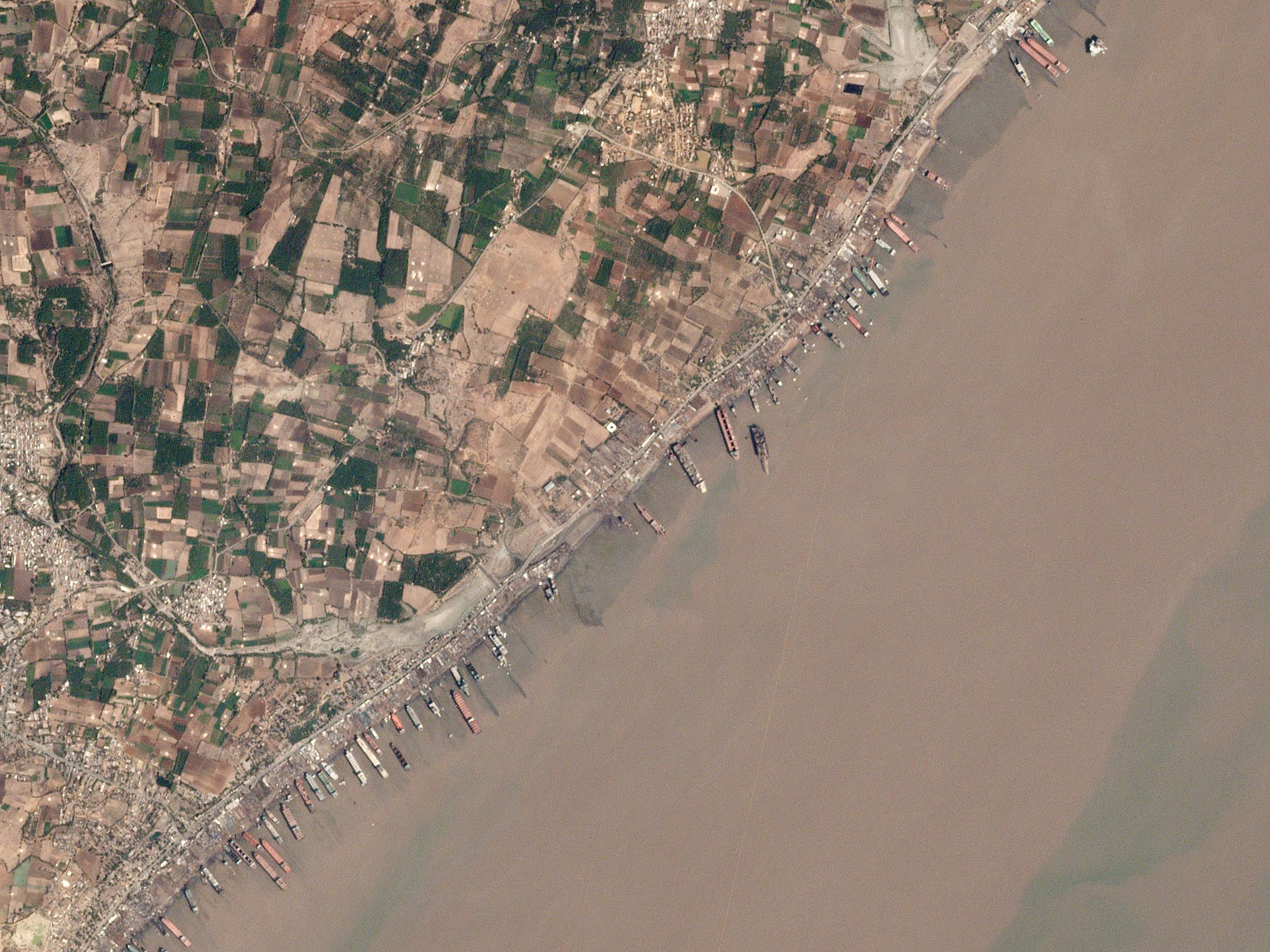
Luftbild

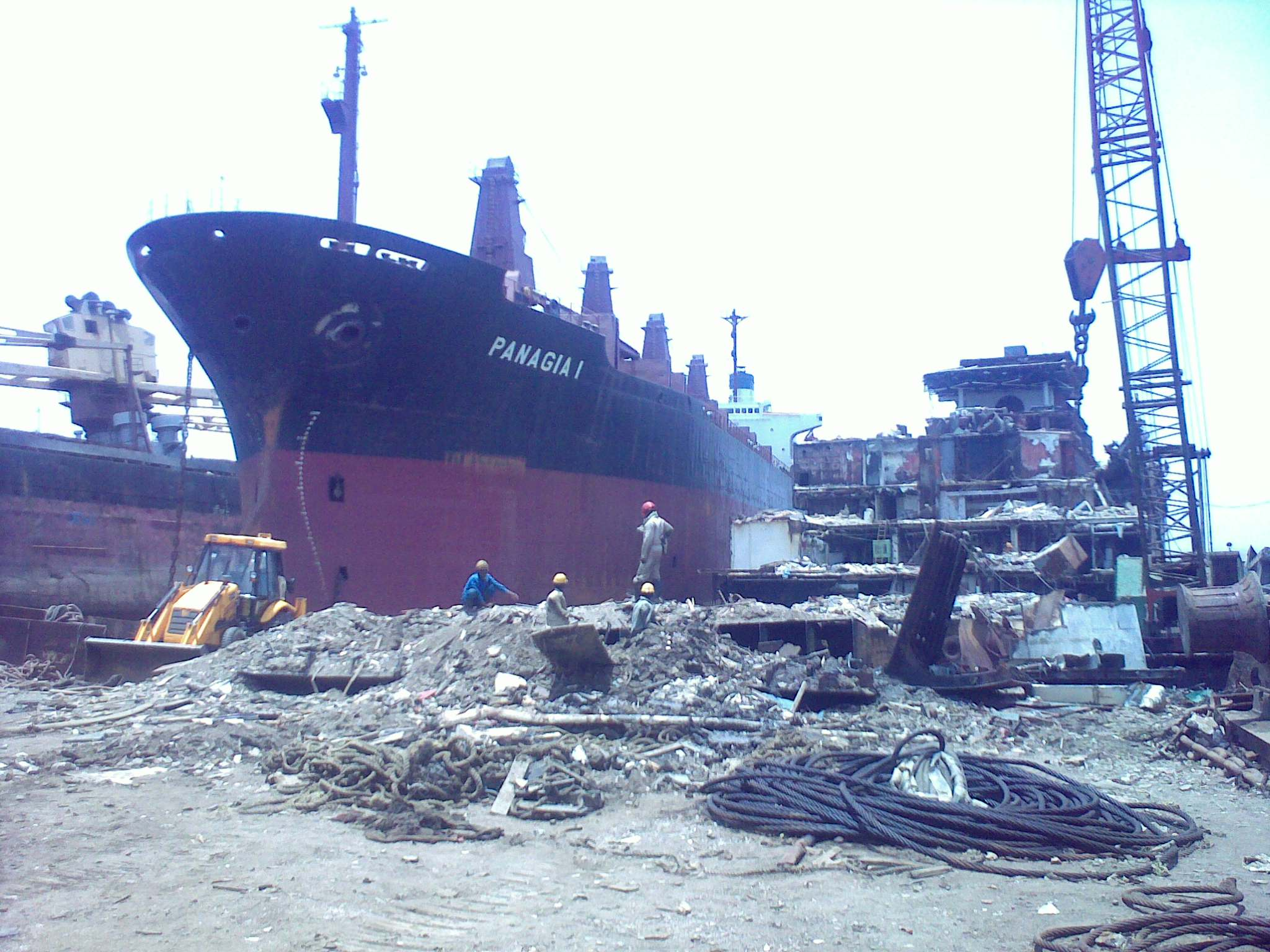
Abwrackprozess

Die Abwrackwerften bei Alang liegen am Strand der Stadt Alang im indischen Bundesstaat Gujarat am Golf von Khambhat. Die Betriebe führen die Abwrackung von Seeschiffen (Schiffsrecycling) durch.

## Bedeutung
Die Verschrottung alter Schiffe begann in Alang am 13. Februar 1983 mit dem Stranden des 1956 bei der Deutschen Werft gebauten Stückgutfrachters Kota Tanjong bei der Abwrackwerft Alang-Sosiya Shipbreaking.
Nach Angaben von Umweltorganisationen werden weltweit pro Jahr etwa 700 größere Schiffe außer Dienst gestellt. Die Werften in Alang zerlegten zeitweise ungefähr 40 % dieser ausgemusterten Schiffe. Im Jahr 1997 zerlegten 35.000 Arbeiter 348 Schiffe, sie benötigten für ein Wrack etwa zwei Monate. Der rund 10 km lange Abschnitt am Strand war an 184 Unternehmen verpachtet. Zeitweise waren in den Abwrackwerften bei Alang rund 60.000 Menschen beschäftigt. Im Zeitraum von Anfang 1983 bis Anfang 2008 wurden offiziellen Angaben zufolge 4539 Schiffe verschrottet.
Im Jahr 2013 sank die Zahl der in Alang verschrotteten Schiffe auf 275. Dies war die niedrigste Anzahl seit sechs Jahren. Als Grund wurden niedrige Stahlpreise durch den Export von Stahl aus China genannt. Dies führte dazu, dass im Jahr 2014 von 100 Abwrackplätzen in Alang etwa 50 geschlossen wurden. Aber auch neue Vorschriften zur Verschrottung von Schiffen, die in der EU-Schiffsrecycling-Verordnung festgelegt sind und Ende 2014 in Kraft traten, setzten den Abwrackwerften zu.
Neben verschiedenen Frachtschiffen werden in Alang auch Kreuzfahrtschiffe verschrottet. Betrug die Anzahl zuvor ein bis zwei Schiffe im Jahr, so wurden während der COVID-19-Pandemie bis Juli 2022 15 Kreuzfahrtschiffe mit einer Vermessung von insgesamt 545.700 BRZ in Alang abgewrackt.

## Unsichere Arbeitsbedingungen
Großschiffe wie Supertanker, Massengutfrachter, Fähr- und Containerschiffe werden bei Flut mit eigener Maschinenkraft auf den Strand gesetzt. Beim Einsetzen der Ebbe beginnen zahlreiche Arbeiter und Handwerker, die Schiffe zu zerlegen.
Die Abbruchstätte in Alang hat Kontroversen über Arbeits- und Lebensbedingungen der Beschäftigten und auch über Umweltschäden ausgelöst. Eines der großen Probleme ist, dass sich trotz vieler schwerer Arbeitsunfälle das nächstgelegene, voll ausgestattete Krankenhaus im fünfzig Kilometer entfernten Bhavnagar befindet. In Alang selber besteht nur ein kleines Krankenhaus des Roten Kreuzes, das Unfallopfer nur äußerst eingeschränkt behandeln kann.
Nach einem Bericht von 1998 sei ein Toter pro Tag nicht ungewöhnlich. Es wurde damals auch berichtet, dass die Leichen am Strand verbrannt würden.

## Umweltprobleme
Als die Verschrottung alter Schiffe begann, besaß Alang noch eine weitgehend unberührte und saubere Meeresküste. Heute sind der Strand und das angrenzende Hinterland schwerwiegend mit Asbest, Schwermetallen, Ölen und anderen Stoffen kontaminiert.
Im Januar 2006 verbot der Supreme Court of India dem französischen Flugzeugträger Clemenceau den Zugang zu den indischen Hoheitsgewässern, wo er hätte verschrottet werden sollen. Der Träger wurde schließlich in Großbritannien abgebrochen.
2009 erregte der Fall der Platinum II, vormals Independence, aufgrund der enthaltenen PCB-Materialien international Unwillen.
Wegen der Entsorgung des Schiffes Westerhamm ist 2025 am Landgericht Hamburg ein Strafverfahren anhängig.

## Verschrottete Schiffe (Auswahl)
Schiffe, die in Alang verschrottet wurden – in Klammern die Jahreszahl ihrer Verschrottung:
- das Schulschiff Deutschland (1994)
- der Flugzeugträger Bennington (1994/95)
- die Fährschiffe Theodor Heuss (1997) und Deutschland (1999)
- das Fährschiff der TT-Linie, Nils Holgersson (2003)
- den Tanker Khan Asparuh (2003)
- das Fährschiff Scandinavian Star (2004)
- der Flugzeugträger Minas Gerais (2004)
- mehrere ehemalige Fähren der DSB, wie die Sprogö (2004), Arveprins Knud (2004), Dronning Margrethe II (2005), Romsö (2006) und die Prins Henrik (2007)
- drei Kreuzfahrtschiffe von Phoenix Reisen, die Albatros (2004), die Maxim Gorkiy (2009) und die Albatros (2021)
- das Fährschiff Tallink (2005)
- das Kreuzfahrtschiff Norway (2007)
- das Fährschiff Finnjet (2008)
- das Passagierschiff Regal Empress (2009)
- das ehemals größte Schiff der Welt, die Jahre Viking / Knock Nevis (2010)
- zwei ehemalige Fährschiffe der Jahre Line, die Kronprins Harald (2011) und die Prinsesse Ragnhild (2015)
- die Fähre Pride of Telemark (2011)
- der ehemalige Öltanker Exxon Valdez (2012)
- das Kreuzfahrtschiff The Calypso (2013)
- das U-Boot-Bergeschiff und Tiefseebohrschiff Hughes Glomar Explorer (2015)
- das Kreuzfahrtschiff Saga Ruby (2017)
- drei Kreuzfahrtschiffe von Cruise & Maritime Voyages, die Marco Polo (2021), die Magellan (2021) und die Columbus (2021)
- das Kreuzfahrtschiff Black Watch (2022)
- drei Kreuzfahrtschiffe von Star Cruises, die Star Pisces (2022), die SuperStar Aquarius (2022) und die SuperStar Gemini (2022)
- das Kreuzfahrtschiff Celestyal Olympia (2025)